# Georg Henrich
Georg Henrich (* 9. September 1878 in Mainz; † 30. März 1934 in Schwabach, Bayern) war ein deutscher Theaterschauspieler und Filmschauspieler.

## Leben und Wirken
Henrich hatte seit der Jahrhundertwende Theater gespielt und war in der ausgehenden Kaiserzeit viele Jahre lang Ensemblemitglied des Deutschen Theaters Berlin unter der Leitung Max Reinhardts. Im Ersten Weltkrieg setzte der gebürtige Mainzer seine Bühnenarbeit am Bayerischen Staatstheater in München fort, wo er zur selben Zeit auch zu filmen begann. 
In seinem letzten Lebensjahrzehnt wurde Henrich intensiv als Filmschauspieler eingesetzt, kam jedoch nur selten über Nebenrollen hinaus. Dort spielte er Honoratioren aller Arten: einen Grafen, einen Arzt, einen Gerichtspräsidenten, mehrfach Direktoren und einen Klostervorsteher. In Karl Grunes Waterloo-Film von 1928 verkörperte er einen hochrangigen Staatsmann, den Staatskanzler Fürst Hardenberg. Den Übergang vom Stumm- zum Tonfilm vollzog Georg Henrich erst nach einer dreijährigen Pause 1932.
Henrich war mit der Opernsängerin Irene von Fladung verheiratet.

## Filmografie
- 1918: Kaena
- 1919: Dr. Steffens seltsamster Fall
- 1919: Die Gespensterfalle
- 1920: Der schwarze Meister
- 1921: Der Brunnen des Wahnsinns
- 1923: Mutterherz
- 1923: Der Weg zum Licht
- 1924: Mädchen, die man nicht heiratet
- 1925: Frauen, die nicht lieben dürfen
- 1925: Der Schuß im Pavillon
- 1927: Das Geheimnis von Genf
- 1927: Die treue Nymphe (The Constant Nymph)
- 1928: Amor auf Ski
- 1928: Hinter Klostermauern
- 1929: Waterloo
- 1929: Bruder Bernhard
- 1929: Wenn der weiße Flieder wieder blüht
- 1932: Kreuzer Emden
- 1932: Ein Mann mit Herz
- 1933: Muß man sich gleich scheiden lassen?
- 1933: Fräulein Hoffmanns Erzählungen
- 1933: Der Tunnel
- 1933: Die weiße Majestät